# Кокі Матіда
Кокі Матіда (яп. 町田浩樹; нар. 25 серпня 1997, Ібаракі, Японія) — японський футболіст, захисник клубу «Касіма Антлерс».

## Клубна кар'єра
Вихованець молодіжної академії «Касіма Антлерс». У 2016 році разом з Тайкі Хірато, Тошією Танакою та Юкі Какітою переведений до першої команди вище вказаного клубу. 25 травня вперше зіграв в офіційному матчі кубку Джей-ліги 2016 проти «Джубіло Івата».
14 травня 2017 року вперше вийшов у статусі професіонального гравця в 11-му турі проти «Віссел Кобе». 19 травня в поєдинку 12-го туру Джей-ліги 1 проти «Кавасакі Фронтале» отримав травму передньої хрестоподібної зв’язки правого коліна, а до початку наступного туру гравцеві встановили період відновлення — 6 місяців. Дебютним голом на професіональному рівні відзначився 28 липня 2018 року у поєдинку 18-му туру проти «Ґамби Осака».

## Кар'єра в збірній
У 2016 році викликався до збірної на юнацькій збірній Азії (U-19). Вперше зіграв у півфіналі проти В’єтнаму і взяв участь у фіналі, але голами не відзначався. Викликався на тренувальний збір збірної Японії в рамках підготовки до молодіжного чемпіонату світу, які відбулись у травні наступного року, але не потрапив до фінального списку гравців. 14 березня 2019 року обраний членом збірної Японії U-22 для участі в кваліфікації чемпіонату Азії U-23 2020 в Таїланді. У січні 2020 року викликаний до олімпійської збірної Японії для участі в молодіжному чемпіонаті Азії (U-23) 2020 року.

## Статистика виступів

### Клубна
| Клубні виступи    | Клубні виступи    | Клубні виступи    | Ліга  | Ліга | Кубок            | Кубок            | Кубок ліги      | Кубок ліги      | Континентальні | Континентальні | Загалом | Загалом |
| Сезон             | Клуб              | Ліга              | Матчі | Голи | Матчі            | Голи             | Матчі           | Голи            | Матчі          | Голи           | Матчі   | Голи    |
| Японія            | Японія            | Японія            | Ліга  | Ліга | Кубок Імператора | Кубок Імператора | Кубок Джей-ліги | Кубок Джей-ліги | АФК            | АФК            | Загалом | Загалом |
| ----------------- | ----------------- | ----------------- | ----- | ---- | ---------------- | ---------------- | --------------- | --------------- | -------------- | -------------- | ------- | ------- |
| 2016              | «Касіма Антлерс»  | Джей-ліга 1       | 0     | 0    | 0                | 0                | 2               | 0               | –              | –              | 2       | 0       |
| 2017              | «Касіма Антлерс»  | Джей-ліга 1       | 2     | 0    | 0                | 0                | 0               | 0               | 0              | 0              | 2       | 0       |
| 2018              | «Касіма Антлерс»  | Джей-ліга 1       | 8     | 2    | 1                | 0                | 4               | 0               | 0              | 0              | 13      | 2       |
| Усього за кар'єру | Усього за кар'єру | Усього за кар'єру | 10    | 2    | 1                | 0                | 6               | 0               | 0              | 0              | 17      | 2       |

## Досягнення
«Касіма Антлерс»
- Чемпіон Японії: 2016
- Володар Кубка Імператора Японії: 2016
- Володар Кубка Джей-ліги: 2015
- Володар Суперкубка Японії: 2017
- Переможець Ліги чемпіонів АФК: 2018

«Юніон»
- Володар Кубка Бельгії: 2023–24[3]
- Володар Суперкубка Бельгії: 2024[4]
- Чемпіон Бельгії: 2024–25

Збірні
- Переможець Юнацького (U-19) кубка Азії: 2016